# Histoire de l'Afrique du Sud depuis 1994

La Nouvelle Afrique du Sud.

L'Histoire de l'Afrique du Sud depuis 1994 est celle d'une démocratie multiraciale après 354 années de domination blanche.
Entre 1652 et 1994, l'Afrique du Sud a été conquise et dirigée par les populations d'origine européennes. Au xxe siècle, cette domination blanche a été très marquée par le régime de l'apartheid. 
Après la libération de Nelson Mandela en 1990 et l'abolition des lois d'apartheid en juin 1991, l'histoire de l'Afrique du Sud a donc pris une orientation différente avalisée par référendum le 17 mars 1992. 

## Les élections du 27 avril 1994 et la victoire de l'ANC

Assemblée nationale sud-africaine issue des élections de 1994. Groupes politiques :
Congrès national africain
Parti National
Inkatha Freedom Party
Front de la liberté
Parti Démocratique
Autres

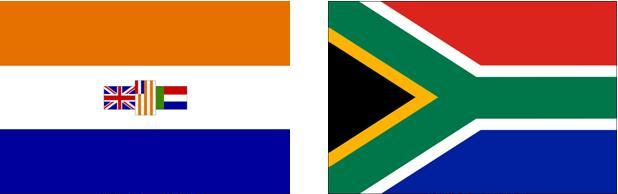
L'ancien et le nouveau drapeau sud-africain.

Le 27 avril 1994, à minuit, l'hymne afrikaner Die Stem van Suid-Afrika est joué dans tout le pays. Partout, le drapeau sud-africain qui flottait sur le pays depuis 1928 est déployé puis amené. 
À minuit une, un autre drapeau, arc-en-ciel aux couleurs noir, jaune, vert, rouge, blanc, bleu, est levé alors que retentit le nouvel hymne officiel symbole des africains, Nkosi Sikelel' iAfrika (« Dieu sauve l'Afrique »), suivi immédiatement de Die Stem.
L'Afrique du Sud avait dû choisir un nouveau drapeau  pour symboliser le changement  de régime et un nouvel hymne national, en l’occurrence deux hymnes pour la période de transition, les Blancs acceptant l'hymne des Noirs et ces derniers acceptant de conserver celui des Blancs pour manifester la réconciliation.
À partir du 27 avril 1994 et pendant trois jours, les Sud-Africains votent pour élire leurs représentants au parlement et dans les conseils provinciaux. À cette fin, neuf nouvelles provinces avaient été constituées à la place des quatre anciennes, réintégrant tous les bantoustans indépendants ou autonomes. Seuls cinq partis étaient assurés d'une audience nationale sur la vingtaine qui se présentait, alors que le Parti conservateur d'Afrique du Sud (CP) et le Parti national reconstitué (HNP) refusaient de participer.
Le Congrès national africain (National African Congress, ANC) remporte 63 % des voix, soit un peu moins des deux tiers nécessaires pour élaborer et voter seul la future constitution, et sept des neuf nouvelles provinces.
Le Parti national (National Party, NP) arrive second avec 23 % des voix, essentiellement celles des Blancs, des métis et des indiens. Grâce aux métis, le NP remporte la province du Cap occidental avec 59 % des voix et échoue de justesse dans la province du Cap du Nord. 
Le Parti Inkatha de la liberté (Inkatha Freedom Party, IFP) obtient 10 % des voix et une représentation provinciale presque uniquement au KwaZulu-Natal.
Le Front de la liberté de Constand Viljoen suit avec 2,8 %.
Le Parti démocratique, représentant les libéraux, arrive en quatrième position avec 1,8 % des voix essentiellement au Cap et à Johannesbourg. 
L'extrême-gauche est laminée. 
Un gouvernement d'union nationale est formé début mai, réunissant les représentants des partis ayant obtenu plus de 5 % des voix, c’est-à-dire le Congrès national africain (National African Congress, ANC), le Parti national (National Party, NP) et le Parti Inkatha de la liberté (Inkatha Freedom Party, IFP). 
Le 10 mai, Mandela est élu Président de la République par le parlement. Son intronisation a lieu à Pretoria, en présence de représentants du monde entier dont le vice-président américain, Al Gore et Fidel Castro.
Le premier président noir nomme Thabo Mbeki comme premier vice-président et Frederik De Klerk comme second vice-président. L'un représente l'ANC, l'autre la minorité blanche qui domine encore le monde des affaires.
Le premier gouvernement multiracial à majorité ANC comprend plusieurs ministres NP dont l'inamovible Pik Botha, qui passe des affaires étrangères au ministère des ressources et de l'énergie, et quelques ministres de l'IFP, dont Mangosuthu Buthelezi, le chef de l'Inkhata, nommé aux affaires intérieures.

## La présidence de Nelson Mandela (1994-1999)

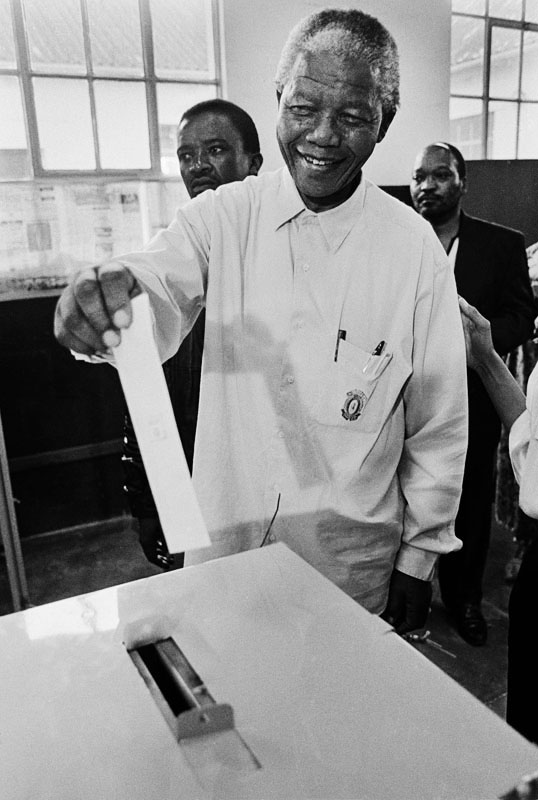
Nelson Mandela glissant pour la première fois son bulletin de vote dans l'urne le 27 avril 1994.

L'Afrique du Sud a désormais un gouvernement issu de la majorité noire mais les traces d'apartheid ne sont pas pour autant effacées. 
Le nouveau gouvernement s'engage dans le libéralisme économique (programme de privatisations) et dans l'économie de marché, abandonnant ses vieilles rhétoriques marxistes, au grand dam de son allié communiste et des syndicats noirs. 
Le programme de redéveloppement mis en place, censé fournir en peu de temps des centaines de milliers de logements, est lui aussi revu et corrigé pour faire face à la réalité. 
La mise sur pied de la discrimination positive (affirmative action) devant promouvoir l'embauche des Noirs aux postes autrefois réservés aux Blancs, prometteur au départ, se heurte rapidement à la réalité sociologique et au faible niveau de compétence des intéressés. 
Les forces de sécurité sont réformées, la SADF (l'armée sud africaine), devient la SANDF (l'armée nationale sud africaine) en intégrant les anciens membres des cellules combattantes de l'ANC. 
Des scandales et des accusations de corruption impliquent rapidement des dignitaires du nouveau régime, notamment Winnie Madikizela-Mandela, l'ex-femme du président.
Toutefois, dans les premiers temps, les relations sont bonnes entre les anciens oppresseurs et les anciens opprimés, en grande partie grâce à Nelson Mandela, et on parle alors de « Nation arc-en-ciel ». 
Lors des premières tournées d'équipes de rugby à XV étrangères en 1994, les spectateurs blancs déployaient encore l'ancien drapeau sud-africain et entonnaient fièrement le Die Stem, second hymne national, après avoir écouté, souvent dans une relative indifférence, le Nkosi sikhelele'i Afrika. Leur comportement change lors de la coupe du monde de rugby en juin 1995, qui se déroule en Afrique du Sud. Le nouveau drapeau sud-africain commence à être vraiment adopté par les nationalistes blancs même si des rixes entre partisans de l'ancien et du nouvel emblème ont lieu en plein stade de l'Ellis Park à Johannesbourg.

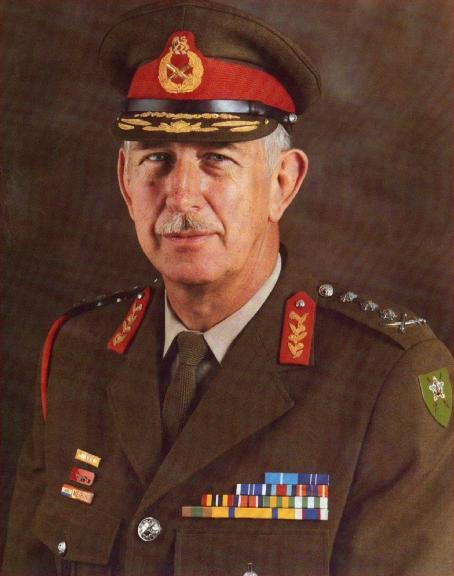
George Meiring, le dernier chef de la South African Defence Force, devient le premier chef de la SANDF, regroupant les soldats de l'ancienne armée sud-africaine, les gardes nationales des bantoustans et les membres des branches militaires des mouvements anti-apartheid.

En marque de volonté de réconciliation nationale de Nelson Mandela, celui-ci invite toutes les anciennes premières dames sud-africaines pour un déjeuner à la résidence présidentielle de Pretoria en compagnie d'épouses de dignitaires de l'ANC. Aucune, hormis Mme Hendrik Verwoerd en raison de son grand âge, ne déclina l'invitation, et on voit Mmes Vorster et Botha converser amicalement avec Mmes Sisulu et Tambo, épouses ou veuves de militants ANC emprisonnés autrefois par la police de l'apartheid. 
Nelson Mandela va même rendre visite à la veuve d'Hendrik Verwoerd, le grand architecte de l’apartheid, Betsie Verwoerd, quasi centenaire, résidente d'Orania, l'embryon de Volkstaat. 
Fidèle à son engagement préélectoral, Mandela institue une commission chargée d'étudier la faisabilité du projet de Volkstaat. Cette commission rend un avis positif, plongeant dans l'embarras le gouvernement et le NP, hostiles au projet. Viljoen accepte que ce Volkstaat soit une province sud-africaine basée sur la seule langue afrikaans. Les détracteurs du projet y voient cependant la reconstitution de l'apartheid et le projet reste en l'état.
Les tensions sont plus vives dans l'enseignement, avec l'arrivée d'élèves noirs dans les écoles jusque-là réservées aux Blancs. Ces derniers craignent une baisse du niveau scolaire devant l'afflux d'enfants sous-instruits. Les élèves noirs veulent, de plus, bénéficier d'un enseignement en anglais et non en afrikaans comme c’était le cas dans la majorité des écoles du Transvaal et de l’Orange notamment. 
À Potgietersrus, dans le nord du Transvaal, des parents afrikaners entrent en conflit avec la nouvelle mairie ANC qui veut imposer l'anglais comme langue d'enseignement à l'ancienne école afrikaner. Des bagarres éclatent dans les universités, notamment à Pretoria, entre étudiants noirs exigeant l'enseignement en anglais et les étudiants blancs, tenants de l'afrikaans.
Une commission vérité et réconciliation présidée par l’Archevêque du Cap, Desmond Tutu, est chargée d’enquêter dans le pays pour faire la lumière sur les crimes passés, commis au nom de l’apartheid par le gouvernement et sur les exactions des mouvements de libération. Tous sont invités à venir raconter leur vérité et demander le pardon. Pendant cinq ans, elle entend des milliers de témoignages et en fait une synthèse à partir de laquelle elle compte faire des propositions. Aucun ancien dirigeant, hormis quelques ministres subalternes comme Piet Koornhof, ne demande le pardon pour les crimes commis.
Parallèlement, les grands procès contre certains ministres, comme Magnus Malan, ou contre des représentants des forces de sécurité, comme Wouter Basson, « le docteur la mort », se soldent par des acquittements prononcés par des juges formés sous l’ancien régime.
Aux élections municipales du 1er novembre 1995, les grandes villes passent sous le contrôle de l'ANC (66 % au niveau national). 
Le NP se maintient dans le « vieux » Pretoria, mais perd des voix au niveau national, alors que le Front de la liberté (Freedom Front, FF) triple son score de 1994 aux dépens du CP et du HNP complètement laminés. 
Certaines communautés d'Afrikaners, encouragées à recommencer le Grand Trek, partent s'installer en Tanzanie, au Congo ou au Mozambique à la suite d'appels d'offre à leurs intentions par les gouvernements locaux.  
En 1996, la constitution est adoptée malgré les réserves des partis minoritaires, mécontents du fait que les droits des minorités n'aient pas été assez protégés. 
En mai 1996, la coalition gouvernementale, fragilisée, éclate avec le départ du gouvernement des ministres du NP, à partir du 30 juin 1996. Frédérik De Klerk laisse Thabo Mbeki seul vice-président de Nelson Mandela. 
Le pays entre dans une nouvelle phase où, pour la première fois depuis 344 ans, les Afrikaners et autres représentants de la communauté blanche sont exclus du pouvoir exécutif en tant que communauté. 
Peu de temps après, Frédérik De Klerk renonce à la politique et quitte la présidence du Parti National. Il est remplacé par un jeune quadragénaire ambitieux, Marthinus van Schalkwyk. 
Progressivement, tous les anciens membres des gouvernements d’apartheid se retirent de la vie politique. Certains quittent le NP pour créer un nouveau parti multiracial, comme l’UDM[Quoi ?]. D’autres, comme Pik Botha, enjoignent aux membres de leur communauté de rallier le seul parti d’avenir, l’ANC.
Eugène Terre'Blanche, le leader extrémiste de l'AWB, est arrêté au début des années 2000 pour violence envers un garçon de ferme noir. Purgeant une peine de prison, il est libéré en 2004. Il sera assassiné en 2010 par deux de ses employés noirs.
Nelson Mandela ayant annoncé qu'il n'effectuerait qu'un seul mandat, son vice-président est appelé à lui succéder. Ayant écarté les rivaux potentiels comme Cyril Ramaphosa, Mbeki prend la présidence de l'ANC et s'impose comme le dauphin de Nelson Mandela pour les élections générales de 1999.

## Le premier mandat de Thabo Mbeki (1999–2004)

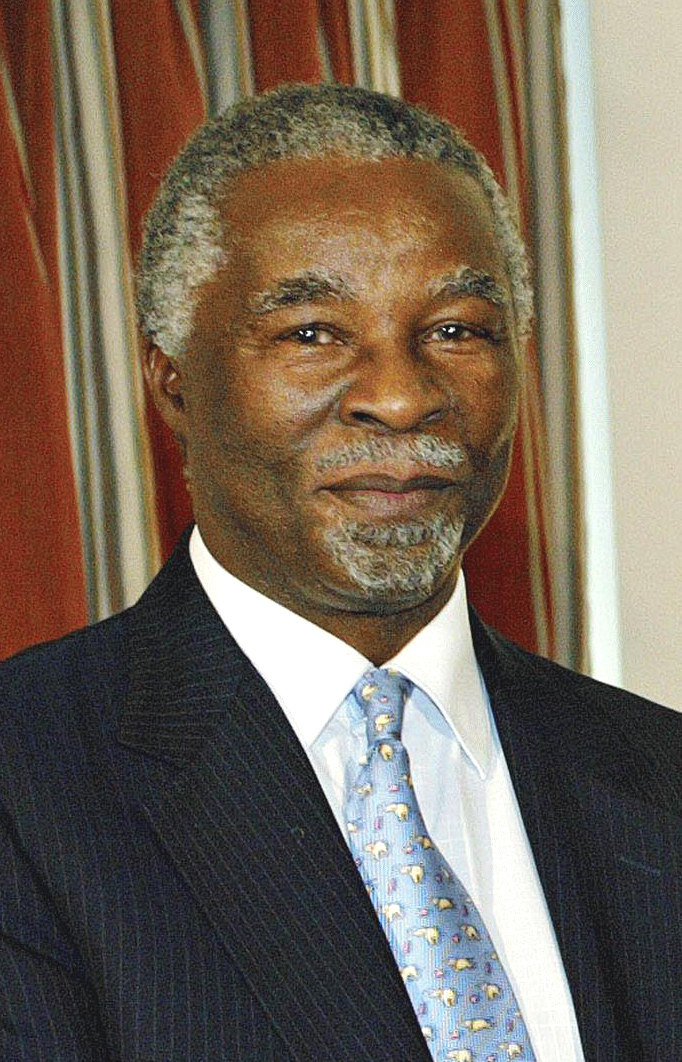
Thabo Mbeki.

À la fin de l’année 1998, le Parti National se rebaptise Nouveau Parti national (Nuwe Nasionale Party, NNP). Il fait face à une crise de confiance car nombre de ses anciens électeurs lui reprochent son manque de pugnacité face au gouvernement. La majorité de ses électeurs n’est d'ailleurs plus blanche mais de couleur, notamment au Cap.
Dans le même temps, le Parti Démocratique (DP), anglophone. d’inspiration libérale, s’est transformé en parti de droite sous l’impulsion de son nouveau leader, Tony Leon, et attire à lui la majeure partie des électeurs blancs, notamment les Afrikaners et les anciens électeurs du NP qui se reconnaissent maintenant davantage dans ce parti autrefois opposé à l’apartheid.
Le Freedom Front de Viljoen continue à drainer les ruraux afrikaners et la majorité des anciens électeurs du Parti Conservateur. 
Les élections générales de 1999 sont marquées par une forte progression de l’ANC qui manque d'un siège la majorité qualifiée des deux tiers. C'est une nette victoire pour le vice-président Thabo Mbeki, président de l'ANC et candidat à la présidence de la république. Il choisit Jacob Zuma comme futur vice-président. Ce dernier représente l'aile gauche du parti. 
L'autre résultat marquant de ces élections est la déconfiture du NNP, qui perd plus de la moitié de sa représentation nationale, passant de 20 à 6 % des voix. Ultime humiliation, son rival du DP le remplace en tant qu’opposition officielle, en devenant le deuxième parti en nombre de sièges au parlement, avec 9 % des suffrages.
L’IFP se maintient ; le FF passe de neuf à trois députés et le nouveau parti centriste UDM fait son entrée dans l'arène politique.
Au niveau des provinces, l’ANC renforce partout son emprise et devient la première formation politique de la province du Cap occidental, détenue jusque-là par le NNP. Pour se maintenir à la tête de la province, Gerald Morkel, le Premier ministre NNP sortant de la province, n’a d’autre solution que de passer une alliance avec le DP.
Au Kwazulu-Natal, l’IFP est reconduit avec son partenaire de l’ANC. Dans les provinces du nord, l’opposition se réduit à quelques strapontins. C’est le triomphe de Thabo Mbeki.
À la suite de ces élections, le NNP et le DP décident de former une alliance électorale en vue des municipales de 2000 en fusionnant au sein d’un  nouveau parti l’Alliance démocratique (Democratic Alliance, DA). Quelques petits partis afrikaners se joignent à eux. Au parlement, cependant, le DP et le NNP demeurent distincts car la législation interdit aux parlementaires de  changer de partis politiques entre les élections.  
Cette fusion NNP – DP edt très critiquée au sein du NNP, certains préférant une alliance avec l’ANC par rejet du parti anglophone DP et de l’impasse politique que cette opposition représente. La fusion semble plutôt imposée par les circonstances politiques que par une réelle volonté de relier les deux partis d’opposition. 
La DA connaît son baptême électoral aux élections locales en décembre 2000. 
Pour assurer une mixité raciale, les municipalités ont été géographiquement redéfinies pour englober les villes blanches avec les anciens townships noirs et de nouveaux noms différents de la ville-centre ont été adoptés pour désigner la nouvelle structure municipale. Ainsi les villes blanches de Pretoria et Centurion (ex-Verwoerdburg) appartiennent toutes deux à la municipalité de Tshwane, englobant une dizaine de townships. La ville de Port Elizabeth est intégrée dans la métropole Nelson Mandela, tandis que celle de Bloemfontein se fond dans la municipalité de Maungang, et celle de Kimberley dans celle de Sol Plaatje. La municipalité du Cap garde le nom de la ville mère tout comme celle de Johannesbourg, où les autorités n’ont pu se mettre d’accord sur le nom d’Egoli. Dans le nord du pays, la ville de Pietersburg/Polokwane devient la municipalité de Polokwane, alors que dans le sud-est, celle de Durban adopte le nom d'eThekwini.
Le résultat des élections est une victoire attendue de l’ANC avec 59 % des voix au niveau national et la majorité dans 170 municipalités, dont toutes les métropoles, à l’exception du Cap. 
Avec 22 % des voix et 18 municipalités remportées, la DA réussit son entrée dans la vie politique et contrôle la majorité des municipalités de la province du Cap occidental dont celles du Cap, Stellenbosh et George. Cependant, son influence reste limitée à cette province, ratant de peu la victoire à Kimberley et n’obtenant que 36 % des voix dans la métropole de Tshwane tout en étant majoritaire dans la ville centre de Pretoria.
Le parti zoulou Inkhata remporte, quant à lui, 36 municipalités. 
En 2001, le général Viljoen se retire de l’arène politique et Pieter Mulder lui succède à la tête d’un Freedom Front en perte de vitesse.
Un litige à propos du nouveau maire (DA et ex-NNP) du Cap, Peter Marais, accusé de corruption, oppose très fortement Tony Leon au vice-président du parti, Marthinus van Schalkwyk. Durant toute l’année, les tensions montent entre certains anciens NNP et d’autres DP. À l’automne 2001, Marthinus Van Schalkwyk annonce brutalement le retrait du NNP de l'alliance et officialise ses contacts pris avec l’ANC en vue d’un nouveau partenariat. Cette scission oblige chaque membre de la DA à choisir son allégeance. Ayant été élus sous l'étiquette de l'alliance, les élus municipaux sont pris en tenaille ; ils ne peuvent quitter le parti sans démissionner de leur fonction élective. Quant aux parlementaires, ceux qui, au NNP, souhaitent rester dans l’alliance avec le DP, ne peuvent pas non plus changer d’affiliation partisane sans perdre leur mandat.
L’ancien président De Klerk sort de sa retraite politique pour dénoncer l’intransigeance de Tony Leon, alors que l’ancien ministre Pik Botha appelle les Afrikaners à rejoindre l’ANC.
Ce changement d’alliance politique renverse le Premier ministre du Cap occidental, Gerald Morkell, ancien NNP resté fidèle à la DA. La nouvelle alliance NNP-ANC dans cette province permet à Peter Marais de devenir brièvement le nouveau Premier ministre, avant de laisser le poste à Marthinus Van Schalkwyk. Quant à Gerald Morkell, il reprend le poste de maire du Cap sous la menace d’une sécession des élus DA de la municipalité.
Pour sortir de l'ornière et accroitre encore leur majorité, l’ANC et ses alliés font alors voter au parlement une loi permettant aux élus municipaux et aux parlementaires de changer de parti politique durant une brève période déterminée.

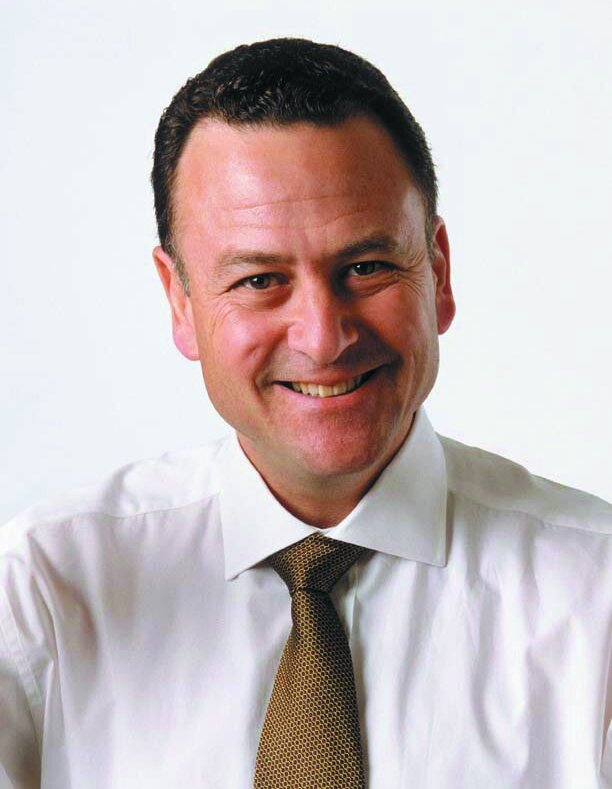
Tony Leon.

En 2002, cette fenêtre d’ouverture est d’abord offerte aux élus locaux pour faire défection. La DA de Tony Leon en est la principale victime car elle perd le contrôle de la totalité des quelques municipalités qu’elle détenait dans le Cap du Nord, mais surtout les plus prestigieuses qu'elle gérait au Cap occidental comme Stellenbosh, Swellendam, Tulbagh et Le Cap, au profit de l’alliance ANC-NNP. Elle perd en tout 417 conseillers locaux sur 1 408. Dans l’opération, l’ANC gagne 128 nouveaux conseillers. Quant au NNP, il récupère seulement la moitié de ses anciens élus. 
Pendant que la DA se déchire, le gouvernement Mbeki continue à diriger un pays avec une économie en pleine croissance, alors que la situation sociale stagne. La période de transition ayant pris fin avec le départ de Mandela, Mbeki décide d’imprimer davantage la marque des changements dans la géopolitique sud-africaine en choisissant de nouvelles armoiries et une nouvelle devise pour le pays et en encourageant l'africanisation des noms de province et de villes. Ainsi, la Province du Nord, en même temps qu’elle adopte le nom de Limpopo, fait rebaptiser toutes les villes portant un nom afrikaner. 
En février 2003, la fenêtre d'ouverture, permettant à un élu de faire défection de son parti, est appliquée aux élus nationaux. Neuf élus NNP rejoignent ceux du DP restés fidèles au parti de Tony Leon. L’opposition officielle voit ainsi sa représentation passer à 48 élus contre 275 de l’ANC, 31 de l’IFP zoulou et 20 du NNP. 
En recevant le soutien de 70 % des Blancs et de seulement 14 % des Noirs, l'Alliance démocratique doit alors se reconstruire et trouver des alliés parmi les partis noirs. Au cours de l’été 2003, elle annonce l’émergence d’une « coalition pour le changement » avec le parti zoulou Inkhata, avec lequel elle gère en partenaire minoritaire, et depuis peu, la province du Kwazulu-Natal et invite les autres partis d’opposition à les rejoindre en vue des élections générales de 2004.
Le NNP, au bord de la banqueroute, ne recueille plus alors qu’un tiers des voix des Blancs et 37 % de celles des métis, ce qui en fait le parti le plus multiracial du pays.
En fait, selon les résultats affinés d’un sondage, un des traits marquants de l’Afrique du Sud de 2003 est la persistance des allégeances politiques selon les groupes raciaux : ainsi, les Noirs représenteraient 93 % de l'électorat de l'ANC, plus de 97 % du soutien de l'Inkatha ; à l'inverse, plus de 75 % des électeurs de la DA seraient blancs.

### Crimes et insécurité
Plus de 200 000 personnes, toutes couleurs confondues, ont été assassinées entre 1994 et le début des années 2000 (Marike De Klerk, l’ex-épouse du dernier président blanc, est elle-même assassinée à son domicile en décembre 2001) ; 100 000 personnes depuis 1996 ont été dépouillées avec violence de leur automobile ; plus d’un million de personnes sont mortes du sida alors que sept autres millions se trouvent sans emploi.
En 2002, près de 11 000 Sud-Africains, essentiellement blancs, quittent le pays ;  10 000 l'avaient fait en 2000 et 12 000 en 2001. L’exode se maintient officiellement autour de 10 000 personnes par an.
Des émeutes xénophobes ont eu lieu en mai 2008, au cours desquelles soixante migrants sont tués et des milliers d’autres perdent des biens pour une valeur de plusieurs millions de dollars.

## Le second mandat Mbeki: les divisions de la nation arc-en-ciel

### Vers un parti de facto unique
Les élections législatives d'avril 2004 sont un véritable désastre pour le NNP qui ne retrouve que 1,65 % des voix et sept parlementaires (contre 20 % des voix en 1994). 
L’alliance ANC – NNP fait tomber les deux seules provinces d’opposition (Cap-occidental et Kwazulu-Natal) dans l’escarcelle de l’ANC qui gère dorénavant les neuf provinces du pays privant ainsi l’opposition de tout levier exécutif. Le NNP est néanmoins récompensé et entre au gouvernement. Marthinus Van Schalkwyk devint le nouveau ministre du tourisme. 
Avec 12 % des voix, la DA augmente cependant sa représentation alors que le FF+ (issu de la fusion avec le Parti Conservateur) maintient sa représentation.
Au printemps de cette même année, Eugène Terreblanche est libéré pour bonnes conduites. Il déclare renoncer à la politique. L’AWB n’est plus que l’ombre de la puissance qu’elle a été.
L’événement de l’année n'est cependant pas les élections mais la dissolution du NNP en tant que parti politique. Le 7 août 2004, Van Schalwyck annonce la fusion unilatérale de son parti avec l’ANC et son adhésion prochaine au parti que ses prédécesseurs avaient passés 80 ans à combattre. Ainsi les rescapés du parti de Malan décident de mettre fin à l'aventure de ceux qui avait brandi durant 90 ans l’étendard du nationalisme afrikaner. Les circonstances de cette fusion provoque l’incrédulité dans toute la classe politique mais l’ANC accepte volontiers ces nouvelles recrues d’autant plus que cet apport gratuit sans négociations préalables lui permet de dépasser le seuil des 70 % des sièges à l’assemblée. L’ancien Président FW De Klerk désavoua néanmoins son successeur à la tête du parti et résilia son adhésion au parti moribond.
Sans possibilité d'alternance crédible, l'ANC omnipotente n'en reçoit pas moins de plus en plus mal les critiques. L'ancien président de Klerk dénonça au début de l'année 2005 les atteintes aux droits des minorités et l'autisme[Quoi ?] de certains dirigeants nationaux et provinciaux de l'ANC.
En fait, toute alternance ne semble pouvoir venir que de l’intérieur de l’ANC, le jour où le parti implosera à force de faire coexister en son sein des sensibilités politiques d’horizons trop divers pour ne pas finir par s’entredéchirer.

### Une politique étrangère contestée
Depuis son arrivée au pouvoir, Thabo Mbeki essaye de faire du pays un partenariat indispensable des grandes puissances occidentales en Afrique d'autant plus que l'Afrique du Sud est perçue comme une puissance émergente au statut et aux aspirations comparables à ceux du Brésil, de l'Inde ou du Nigeria, mais cette aspiration à jouer un rôle dynamique se révèle de plus en plus difficile, principalement à cause de son environnement régional. En effet, la persistance des guerres civiles, l'échec régulier des cessez-le-feu et des efforts de médiation s'ajoutent les uns aux autres pour compliquer les efforts de résolution des conflits par la voie diplomatique ou de maintien de la paix traditionnelle. C'est le cas notamment en Côte d'Ivoire où le président sud-africain a tenté pendant neuf mois une médiation, formalisée par les « accords de Pretoria » au printemps 2005 mais jamais intégralement appliqués, avant de renoncer le 31 août 2005. Il demande alors à l'ONU de « prendre le relais » alors qu'il est accusé, lors d'une réunion du Conseil de paix et de sécurité de l'Union africaine, de prendre parti au profit du président Laurent Gbagbo, de renforcer la division de la Côte d'Ivoire (selon les chefs d'État sénégalais, Abdoulaye Wade, et nigérian, Olusegun Obasanjo) ainsi que d'expansionnisme économique. 
Thabo Mbeki est pourtant le promoteur de la notion de « renaissance africaine » consistant pour les Africains à trouver des solutions africaines aux problèmes africains. Il dispose à cette fin de la « Nouvelle alliance pour le développement africain » (NEPAD), organisation dont le but est la promotion de normes décentes et appropriées pour le développement économique et politique du continent mais qui dépend dans une grande mesure de subventions occidentales.
Concernant plus particulièrement la situation au Zimbabwe, la « diplomatie tranquille » de Mbeki, sur laquelle se sont reposés au début les occidentaux, est un échec d'autant plus que la classe politique au pouvoir en Afrique du Sud et dans les pays voisins comme la Namibie est solidaire de l'ancien combattant anti-colonialiste qu'est Robert Mugabe.

### La montée des affaires politico-judiciaires

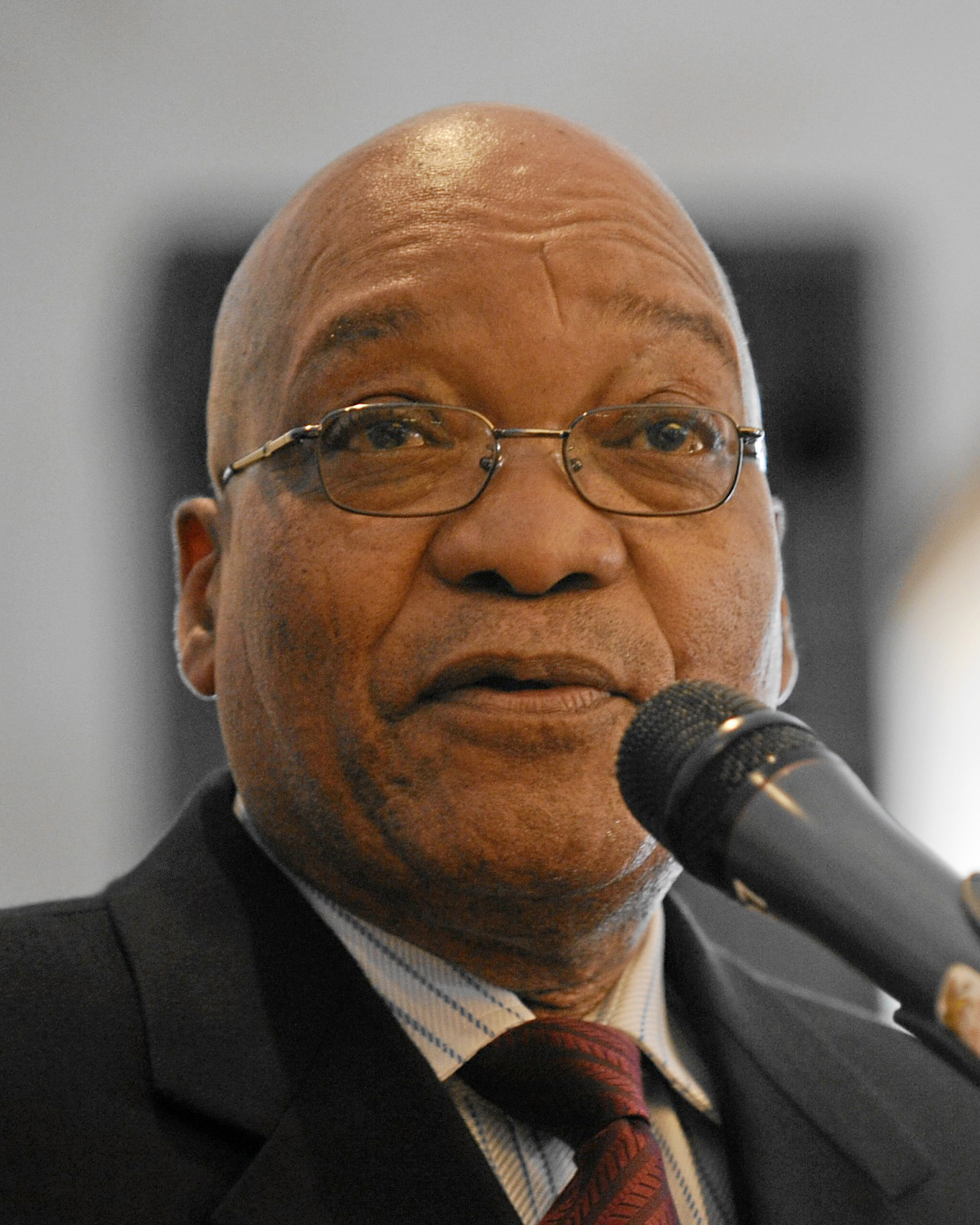
Jacob Zuma

En 2005, les multiples allégations de corruption contre le vice-président Jacob Zuma entachent la réputation de l'ANC et du gouvernement. Le procès pour pots-de-vin du conseiller financier de Zuma, Schabir Shaik, révèle les importants détournements de fonds au profit de Jacob Zuma. Ce procès fait suite à une longue série de scandales impliquant des responsables de l'ANC, que ce soit des accusations de corruption, des dénonciations d'espionnage, des menaces physiques ou des meurtres. 
Le 2 juin 2005, Schabir Shaik  est condamné à quinze ans de prison ferme pour avoir versé près de 160 mille euros au vice-président entre 1995 et 2001 afin de décrocher plusieurs contrats, ainsi que d'avoir négocié un pot-de-vin entre Zuma et le fabricant d'armes Thint, filiale sud-africaine du groupe français Thomson CSF, prévoyant un versement annuel de 500 000 rands (60 530 euros) au vice-président. Le juge a ainsi qualifié la relation entre Shaik et Zuma de « globalement corrompue ».
C'est le dos au mur, et sous les pressions amicales de Londres, que Thabo Mbeki est obligé de démettre Jacob Zuma de ses fonctions de vice-président le 14 juin 2005 alors que ce dernier dénonce les pressions et le complot politique mené par la presse, l'opposition blanche et des complicités intérieures au sein de l'ANC. 
Jacob Zuma représentait l'aile gauche de l'ANC, du Parti communiste sud-africain (SACP) à la confédération syndicale Cosatu. Thabo Mbeki devrait alors à court terme donner des gages aux plus radicaux et à ses alliés notamment en accélérant le processus d'africanisation de la toponymie sud-africaine en commençant par Pretoria (alors qu'il y était hostile) et à accélérer le processus d'indemnisation des Africains spoliés de leurs terres sous les gouvernements blancs.
Mais ce pourrait ne pas être suffisant car, déjà forte, l'incompréhension et la colère des partisans de Jacob Zuma, s'accroissent après les perquisitions musclées de policiers armés aux domiciles de l'ancien vice-président sud-africain. 
La ligue des jeunes de l'ANC, le Parti communiste et la Cosatu condamnent « l'acharnement » de la justice et de la police et exigent le retrait des chefs d'inculpation contre Zuma, menaçant de recourir aux manifestations « de masse » si les accusations étaient maintenues. 
Pire, Thabo Mbeki et sa nouvelle vice-présidente, Phumzile Mlambo-Ngcuka, sont dorénavant ouvertement critiqués. 
En dépit des tentatives pour mettre un terme à ces dissensions, la polémique est relancée quand Mbeki demande la mise en place d'une commission d'enquête sur les accusations de « complot » portées par Zuma. Les risques de scission sont alors désormais réels entre gauchistes et libéraux de l'ANC. 
Le grand nettoyage politique devrait cependant continuer. Après Winnie Madikizela-Mandela, déjà condamnée à cinq ans de prison pour fraude et vol en 2003, un nouveau procès devrait avoir lieu en 2006 à l'encontre de 21 membres du Parlement (scandale du Travelgate) alors que deux ministres (Énergie et Développement social) sont mis en cause dans l'affaire dite de l'Oilgate, concernant des fonds d'une entreprise publique qui auraient atterri dans les caisses de l'ANC durant la campagne électorale de 2004. 
Plus surprenant, Nelson Mandela est obligé de se défendre dans une affaire d'escroquerie tournant autour de faux tableaux vendus sous sa signature.
Le 28 septembre 2005, un autre scandale secoue l'Afrique du Sud. Le magnat controversé du secteur minier, Brett Kebble, membre de la Ligue pour la jeunesse de l'ANC et auteur du programme gouvernemental d'émancipation économique des Noirs, est criblé de balles au volant de sa voiture dans un quartier résidentiel de Johannesbourg. L'affaire aurait pu rester un simple fait divers mais la personnalité de Kebble, par ailleurs mécène d'un prix artistique sud-africain, contraint de démissionner peu de temps auparavant de la direction des compagnies minières JCI, Western Areas et Rangold and Exploration, à la suite d'allégations d'irrégularités financières, laisse entrevoir la possibilité d'un assassinat politique. Son propre père venait d'être poursuivi pour fraude mais les charges étaient tombées à la suite du refus de déposer du principal témoin à charge.

### Le malaise des Blancs sud-africains
La position ultra majoritaire au parlement et au gouvernement de l'ANC a conduit certains de leurs représentants à tenir pour négligeables les opinions exprimées par les partis d'oppositions notamment quand elles le sont par l'Alliance Démocratique stigmatisée comme un « parti raciste » alors que plus généralement, les Sud-africains blancs anglophones sont désignés comme « d'indécrottables racistes impérialistes ».  Ainsi, le président Thabo Mbeki fait l’éloge en mai 2005 des Afrikaners comme « les catalyseurs qui mettront un terme à la division raciale du pays », n'hésitant pas à pointer les Blancs anglophones moins enclins selon lui « à soutenir la nouvelle Afrique du Sud et l’africanisme ».
Mais dans le même temps, ces Afrikaners loués par le président sont visés par les politiques culturelles de certains édiles de l'ANC très enclins à réécrire la toponymie locale. C'est ainsi que pour le polémiste afrikaner Dan Roodt, « le gouvernement est engagé dans une sorte de nettoyage ethnique »  aussi bien concernant le changement des noms que pour la diminution de l’afrikaans dans l’enseignement. Concrètement, plusieurs gouvernements locaux prennent comme priorité de faire disparaitre tout vestige linguistique ou toponymique se rapportant à l'héritage du colonialisme ou de l'apartheid alors que les populations les interpelle sur les difficultés économiques, l'explosion de la criminalité et les ravages de la pandémie du sida. À cette fin, ces gouvernements disposent du Conseil des noms géographiques sud-africain (SAGNC), dont les membres, proches de l'aile la plus radicale de l'ANC, sont chargés de recommander les changements de dénominations au ministre de la culture, Pallo Jordan. Bien que stricts, les critères du processus sont occasionnellement détournés par le Conseil et le Ministre. L'exigence en particulier de l'existence d'anciens noms africains n'est pas toujours respectée. Ainsi, quand ceux-ci n'existent pas, ils sont inventés et approuvés par le conseil (Pietersburg et Pretoria). Dans d'autres cas, l'histoire locale fait les frais de cette politique (Louis-Trichardt et Potgietersrus). 
L'ancienne figure de proue du parti démocratique, Helen Suzman, a ainsi déclaré qu'il était plus facile d'être un opposant de race blanche sous le régime de l'apartheid que sous celui de l'ANC.
D'autres opposants enfin s'inquiètent de la mainmise quasi totale d'un seul parti sur les gouvernements des villes et sur les institutions nationales.
Du fait de la hausse de la criminalité depuis la fin de l'apartheid, les blancs se retranchent de plus en plus dans des gated communities (quartiers protégés), quand ils ne choisissent pas tout simplement d'émigrer. L'émigration des blancs a fortement augmenté ces dernières années et se dirige généralement vers les États-Unis et les pays du Commonwealth (le Royaume-Uni, le Canada, l'Australie…).

### Une économie en pleine croissance
Tous les indicateurs ne sont pas cependant négatifs et un taux de croissance de 4,5 % est annoncé pour l'année 2005 alors que les investissements étrangers continuent. 
Cependant, un habitant sur deux est au chômage, la pauvreté s'est accrue depuis 1994 tout comme l'écart entre les plus riches et les plus pauvres et la proportion de propriétaires terriens noirs est passée de 13 % en 1994 à seulement 16 % en 2005. 
Enfin, la criminalité et le sida font des ravages.